# Matthias Bickenbach
Matthias Olaf Konrad Bickenbach, apl Prof. Dr. phil (* 1963 in Berlin) ist ein deutscher Germanist und Hochschullehrer.

## Leben
Das Studium der Deutschen Philologie, Philosophie und Kunstgeschichte an der Universität zu Köln schloss er 1995 mit der Promotion ab. Graduiertenstipendium des evangelischen Studienwerks Haus Villigst e.V. Studium bei Wilhelm Voßkamp, Nikolaus Wegmann und Friedrich Kittler. Seine Dissertation erhielt den Offermann-Hergarten-Preis der Philosophischen Fakultät der Universität zu Köln. Nach einem Forschungsprojekt zur Literarischen Autorität (1996) war er von 1998 bis 2004 wissenschaftlicher Mitarbeiter am SFB/FK 427 Medien und kulturelle Kommunikation. Nach einer Lehrtätigkeit an der Karls-Universität in Prag und der Habilitation 2005 an der Universität zu Köln mit der Venia Legendi „Literaturwissenschaft und Medienwissenschaft“ vertrat er seit 2007 Professuren in Neuerer deutscher Literatur an den Universitäten Tübingen, Bonn, Düsseldorf und Köln. Seit 2012 lehrt er als außerplanmäßiger Professor an der Universität zu Köln am Institut für deutsche Sprache und Literatur I, seit 2020 ist er dort Akademischer Oberrat für Neuere deutschen Literatur und Medien. Seine Schwerpunkte sind Poetik und Romantheorie (17.–21. Jhd.), Romantik, Mediengeschichte und Kulturtechniken sowie der deutschen Schauerroman.
Von Bickenbach liegen zahlreiche literatur- und medienwissenschaftliche Aufsätze vor (u. a. über J.G. Herder, J. W. v. Goethe, C. M. Wieland, Fr. Schlegel, Cl. Brentano, E.T.A. Hoffmann, Theodor Fontane, Robert Musil, Heinrich Böll, Thomas Kling und Marcel Beyer) sowie medienhistorische Arbeiten zur Photographiegeschichte sowie zu den Bedingungen des Lesens und Wissens im digitalen Zeitalter. Bickenbach nimmt hier seine Forschungen, die mit seiner Dissertation zur "inneren" Geschichte des Lesens begonnen haben, wieder auf. 2023 ist seine Monographie "Bildschirm und Buch. Versuch über die Zukunft des Lesens" erscheinen in dem eine "ko-operative" Lektüre zwischen Buch und Bildschirm gefordert und das Blättern in Büchern als eigenständige Kulturtechnik vorgestellt wird.
Von 2014 bis 2023 war er Mitherausgeber des Historischen Wörterbuchs des Mediengebrauchs (3 Bände, mit Heiko Christians und Nikolaus Wegmann).
Bickenbach war auch Mitglied einer kulturwissenschaftlichen Lektüregruppe für einen „historisch-spekulativen Kommentar“ zuHermann Melvilles „Moby-Dick“, die zwischen 2006 und 2022 in jährlichen Tagungen jedes einzelne Kapitel des Romans kommentiert hat (zusammen mit Bernhard Siegert, Friedrich Balke, Markus Krajewski, Ethel Matala de Mazza, Roland Borgards, Armin Schäfer, Harun Maye, Lars Friedrich, Leander Scholz, Cornelius Borck u. a.). Die Ergebnisse wurden fortlaufend (2012–2023) in der Neuen Rundschau im Fischer-Verlag veröffentlicht.
Zusammen mit Harun Maye entstand das Buch "Metapher Internet" über die nautische Metaphorik im Zusammenhang mit poetischer Energie in der Literatur (u. a. Poe, Goethe, Jack London, Marshall McLuhan). Mit Michael Stolzke entstand nicht nur ein Buch über die Geschichte des Autounfalls, sondern auch ab 2021 der Podcast "Gargantua: Gespräche über Geist und Getränke", in denen die Literaturgeschichte des Alkohols aufgearbeitet wird.

Auszeichnungen:
- Offermann-Hergarten Preis der philosophischen Fakultät der Universität zu Köln 2002.
- 2019 Richeza-Preis des Landes NRW für deutsch-polnische Kulturvermittlung.
- 2015/16 Forschungsprojekt zu digitalen Lesekulturen am Grimme-Forschungskolleg der Universität zu Köln

## Schriften (Auswahl)
Monografien und Herausgeberschaften:
- Bildschirm und Buch. Versuch über die Zukunft des Lesens. Berlin: Kadmos 2023, ISBN 3-520-71901-0.
- Historisches Wörterbuch des Mediengebrauchs. Hrsg. v. Heiko Christians, Matthias Bickenbach, Nikolaus Wegman. 2 Bde. Köln, Weimar, Wien: Böhlau Bd. 1 2015, ISBN 978-3-412-22152-2, Bd. 2 2018, ISBN 978-3-412-50512-7, Bd. 3 2023, ISBN 978-3-412-51430-3
- Autorenfoto in der Medienevolution. Anachronie einer Norm. (Habilitationsschrift) München, Paderborn: Fink 2010, ISBN 978-3-7705-4948-1
- Metapher Internet. Literarische Bildung und Surfen. (Mit Harun Maye) Berlin: Kadmos 2009, ISBN 3-86599-089-4
- Die Geschwindigkeitsfabrik. Eine fragmentarische Kulturgeschichte des Autoununfalls. (Mit Michael Stolzke) Berlin: Kadmos 2014, ISBN 978-3-86599-230-7
- Manus loquens. Medium der Geste - Gesten der Medien. Hrsg. v. Matthias Bickenbach, Annina Klappert, Hedwig Pompe (Mediologie Bd. 7). Köln: DuMont 2003.
- Korrespondenzen. Visuelle Kulturen zwischen früher Neuzeit und Gegenwart. Hrsg. v. Matthias Bickenbach, Matthias und Axel Fliethmann, (Mediologie Bd. 4) Köln: DuMont 2002.
- Von den Möglichkeiten einer ‚inneren‘ Geschichte des Lesens. (Dissertation) Tübingen: Niemeyer 1999, Reprint 2017 Berlin: de Gruyter, https://doi.org/10.1515/9783110936339

Aufsätze (Auswahl):
- Die Hand am Text – Praxeologische Perspektiven auf das Lesen am Bildschirm und im Buch, in: Daniel Ehrman (Hg.) Analoge Humanities? Das Handwerk der Geisteswissenschaften im digitalen Zeitalter. Hg. Frankfurt a. M.: transcript 2024.
- Elixiere? Des Teufels? Der Alkoholiker-Mythos und die Funktion des Alkohols in Hoffmanns Schauerroman. In: E.T.A. Hoffmann-Jahrbuch 31/2023, S. 7–28.

- Fontane und die Volkspoesie. In: Theodor Fontane Handbuch, hg. v. Rolf Parr, Gabriele Radecke, Peer Trilcke, Julia Bertschik. Berlin, Boston: De Gruyter, 2023, S. 137–140.
- Feste Gründe, weiche Untergründe. Dekonstruktion des Wissens durch das Fluide. In: Katrin Dreckmann/Verena Meis (Hrsg.): Fluide Mediale. Medialität, Materialität und Medienästhetik des Fluiden. Berlin, Boston: deGruyter 2023, S. 101–118
- „Andere sprechen aus dir“ - Hörspiel und Rundfunk bei Heinrich Böll in Zum Tee bei Dr. Borsig und Dr. Murkes gesammeltes Schweigen. In: Natalie Binczek, Cornela Epping-Jäger (Hrsg.): Auditory Spaces. Resonandräume der Literatur nach 1945. Berlin: Metzler 2022, S. 193–209.
- Autor-Bild. In: Michael Wetzel (Hrsg.): Handbuch Autorschaft. Berlin, Boston: De Gruyter 2022, S. 366–381.
- .Einladung zum Lesen: Fontanes Mythopoetik und der Plauderton. In: Andrew Cusack, Michael White (Hrsg.): Der Fontane-Ton. Stil im Werk Theodor Fonantes (Schriftes der Theodor Fontane Gesellschaft) Berlin, Boston: de Gruyter 2021, S. 151–176.
- Die Form des Buches. Oder warum das absolute Buch bei Novalis Seiten hat. In: Hahn, Torsten / Pethes, Nicolas (Hrsg.): Formästhetiken und Formen der Literatur. Materialität - Ornament - Codierung. Bielefeld 2020 (= Literatur - Medien - Ästhetik Band 2), S. 139–163.
- Erkundungen für die Präzisierung eines Gefühls... In: Markus Fauser, Dirk Niefanger, Sibylle Schönborn (Hrsg.): Brinkmann Handbuch. Leben - Werk - Wirkung. Berlin: Metzler 2020, S. 251-267. 2019
- Opening, Turning, Closing: The Cultural Technology of Browsing and the Differences between the Book as an Object and Digital Texts. In: Nicolas Pethes, Gabor Kelemen (Hrsg.): Philology in the making in the digital Age. (= Digital Humanities Bd. 1) Bielfeld: Transcript 2019, S. 163–176.
- Noch „nicht einmal Optik studirt“. Clemens Brentanos Medienästhetik und ihre Abweichung von der Frühromantik. In: Volker C. Dörr, Rolf J. Goebel (Hrsg.): Literatur in der Medienkonkurrenz.: Medientranspositionen 1800, 1900, 2000. Bielefeld: Aisthesis 2018, S. 49-66 Dichter lesen. Über Marcel Beyers Preisreden. In: Christof Hamann (Hrsg.): Marcel Beyer. Text & Kritik. 2018.
- Formen individuellen Lesens. In: Alexander Honold, Rolf Parr (Hrsg.): Handbuch Lesen. Grundthemen der Literaturwissenschaft. Berlin, Boston: De Gruyter 2018.
- Robert Musils Kakanien und die Psychotechnik der Nationen als Identitätskonstruktion. In: Walter Pape, Jiri Sbrt (Hrsg.): Mitteleuropa denken. Der Kulturraum Mitteleuropa im 20. Und 21. Jahrhundert. Intellektuelle, Identitäten und Ideen. Berlin, Boston: De Gruyter 2018, S. 371–385.
- Das Meer im Meer. Figurationen der Gefahr und des Erhabenen in Melvilles Moby-Dick. In: Hans Richard Brittnacher (Hrsg.): Seenöte, Schiffbrüche, feindliche Wasserwelten. Ozeanische Schreibweisen der Gefährdung und des Untergangs.
- Techniken des lauten und stillen Lesens. In: Natalie Binczek, Uwe Wirth (Hrsg.): Handbuch Akustik. Berlin, Boston: De Gruyter 2017.
- Das unheimliche Haus: Struktur und Genealogie einer populären Heterotopie. In: Heiko Christians, Georg Mein (Hrsg.): In da House. Das Haus in den Medien und Künsten. München, Paderborn: Fink 2016, S. 209–238.
- Friedrich Schlegels Lucinde und das Problem der romantischen Lieben. In: Filippo Smerilli, Christoph Hamann (Hrsg.): Sprachen der Liebe in Literatur, Film und Musik. Würzburg 2015, S. 125–150.